# João Pereira Maciel Sobrinho
João Pereira Maciel Sobrinho (Porto Alegre, 6 de junho de 1847 — Porto Alegre, 18 de maio de 1905) foi um militar brasileiro.
Em 1864, aos 17 anos de idade, era marcador de fardos e caixões da Alfândega. Com a declaração da Guerra do Paraguai, marchou para o teatro da guerra junto com o 33° Batalhão de Voluntários da Pátria. Como alferes, participou da Batalha de Itororó.
Depois de cinco anos de guerra, da qual retornou com um grande cicatriz no rosto, matriculou-se na Escola Militar, onde graduou-se em engenharia. Fez carreira alcançando o posto de general.
Maçom, em 1898 fundou a Grande Oriente do Rio Grande do Sul, junto com Luís Afonso de Azambuja e Múcio Teixeira, separando a maçonaria rio-grandense da maçonaria do Rio de Janeiro.